# Cristiana Parenzan
Cristiana Parenzan (Pescara, 2 de febrero de 1970) es una deportista italiana que compitió en voleibol, en la modalidad de playa. Ganó dos medallas de bronce en el Campeonato Europeo de Vóley Playa, en los años 1994 y 1995.

## Palmarés internacional
| Campeonato Europeo | Campeonato Europeo             | Campeonato Europeo | Campeonato Europeo |
| Año                | Lugar                          | Medalla            | Pareja             |
| ------------------ | ------------------------------ | ------------------ | ------------------ |
| 1994               | Espinho (Portugal)             | Medalla de bronce  | Lucilla Perrotta   |
| 1995               | Saint-Quay-Portrieux (Francia) | Medalla de bronce  | Lucilla Perrotta   |